# Zelotes flagellans
Zelotes flagellans este o specie de păianjeni din genul Zelotes, familia Gnaphosidae. A fost descrisă pentru prima dată de Ludwig Carl Christian Koch în anul 1882. Conform Catalogue of Life specia Zelotes flagellans nu are subspecii cunoscute.